# الناقل (سلسلة أفلام)
الناقل (بالإنجليزية: The Transporter)‏ و(بالفرنسية: Le Transporteur)‏ هي سلسلة أفلام حركة باللغة الإنجليزية لكن إنتاجها فرنسي. تضم أربعة أفلام تم إصدارها بين عامي 2002 و2015 ومسلسل تلفزيوني. يلعب البطولة فيها جيسون ستاثام بدور فرانك مارتن في الأجزاء الثلاثة الأولى، ويكون دوره كسائق محترف يقوم بنقل البضائع لحساب الخاص. يعتبر «ستاثام» نفسه فنانًا عسكريًا بارعًا، مما يسمح له بالقيام بكل المشاهد القتالية التي يشارك فيها فرانك مارتن نفسه. هذا يسمح بتوقيع أفلام القتال على غرار أفلام هونغ كونغ التي صممها كوري يون. قام إد سكراين بدور فرانك مارتن في الجزء الرابع.

شعار الفيلم

## الأفلام

### الناقل (2002)

ملصق الجزء الأول

فرانك مارتن كان ضابط بالقوات الخاصة، يُقدم خدماته للنقل والقيادة لمن يدفع له. وله قواعد شخصية شديدة الصرامة؛ حيث لا مجال لديه في الإنخراط في الحياة الشخصية لمن يعمل لهم، وله عدة قواعد وهي: أن لا يحدث تعديل أبداً بالعقد المُتفق عليه، ولا أسماء، ولا يفتح أبداً الطرد الذي ينقله، ولا يكسر القواعد تحت أي ظرف من الظروف. يعيش في ساحل البحر المتوسط الفرنسي مع مهنته المُربحة. ينقل أي شيء، بدون أي أسئلة.
أول عملية قام بها في الفيلم كانت نقل ثلاث رجال وزنهم 254 كيلوغرام من أمام بنك، كانوا الرجال قد سطوا على البنك ودخل السيارة أربعة رجال؛ رفض فرانك الرابع فهم لم يتفق على الوزن الزائد، ورفض التحرك حتى تخلص من واحد منهم. نقل الرجال إلى وجهتهم المُتفق عليها ولم يُكسر قاعدته. يأتي المُحقق تاركوني ويسأل فرانسوا إذا ما كان غادر البلدة.
ثان عملية نقل يتفق مع وول ستريت على نقل طرد لمكان مُعين، وفي الطريق يستبدل فرانك إطارات السيارة ويكسر قاعدته الثالثة الخاصة بفتح الطرد؛ حيث وجد الطرد يتحرك بشدة وسمع صوت صراخ مكتوم بداخله. بعد فتح الطرد يجد فتاة أمامه فيُغلق الطرد. بعد توصيل الطرد يسلمه وول طرداً أخر ليوصله بإتفاق جديد، وكان الطرد عبارة عن قنبلة ليتخلص من فرانك لأنه كسر قواعده وفتح الطرد. يعود فرانك للإنتقام من وول ويسرق منه سيارة بدلاً من التي فُجرت، وتختبأ في السيارة الفتاة التي سلمها في الطرد الأول لمات. ويكتشف وجود الفتاة معه في السيارة فيأخذها إلى منزله لتبيت عنده، ويأتي تاركوني في الصباح لإستجواب فرانك عن سيارته التي فُجرت فيقول له انها سُرقت منه ولا يعلم مكانها. يعود مات للإنتقام من فرانك مرة أخرى فيذهب إلى بيت فرانك ويقوم بتفجيره. لكن فرانك قد استطاع الهرب هو والفتاة، وذهبا إلى قسم الشرطة للإبلاغ عن تفجير المنزل.
أخبرت الفتاة فرانك عن مات شولز انه يُتاجر بالصينيين ويُدخلهم البلاد في مستوعب كبير ويبيعهم، وأن والدها وأخواتها بداخل ذلك المستوعب؛ ويكتشف فرانك فيما بعد أن الفتاة ابنة رجل أعمال الذي يعمل لديه مات شولز.

### الناقل 2 (2005)

ملصق الجزء الثاني

انتقل فرانك مارتن من جنوب فرنسا إلى ميامي بولاية فلوريدا، كخدمة ليصبح سائق مؤقت لعائلة بيلينغز الثرية. ويتعرض زواج جيفرسون وأودري بيلينغز لضغوط كبيرة بسبب مطالب وظيفته الحكومية رفيعة المستوى. يتواصل فرانك مع ابنهما جاك الذي يقود سيارته من وإلى المدرسة الابتدائية في سيارته أودي الجديدة.
يستعد فرانك لوصول المفتش تاركوني، صديقه المخبر من فرنسا، الذي أتى لقضاء عطلته في فلوريدا مع فرانك. عندما يأخذ فرانك جاك لإجراء فحص طبي، فإنه يدرك بالكاد في الوقت المناسب أن المحتالين قد قتلوا واستبدلوا الطبيب وموظف الاستقبال. تندلع معركة طويلة بين الأوغاد، بقيادة لولا وفرانك غير المسلح. مما يؤدي إلى وفاة أحد الأطباء المزيفين. فرانك يهرب مع جاك. بمجرد وصولهم إلى منزل جاك يتلقى مكالمة هاتفية يبلغه أنه وجاك في موقع القناص القادر على اختراق زجاج السيارة المضاد للرصاص. يُجبر فرانك على ترك لولا في السيارة. يبتعدان عن جاك ويصدمان العديد من سيارات الشرطة.
يصلون إلى مستودع حيث يلتقي فرانك مع جياني زعيم العملية. أمر فرانك بالمغادرة بدون جاك. يكتشف متفجرة تعلق على السيارة وينجح في إزالتها قبل التفجير. يتم إرجاع جاك لعائلته بعد دفع فدية، يتم حقن جاك بفيروس قاتل يقتل في النهاية أي شخص يتنفس الهواء الذي يتنفس منه الطفل.
فرانك يتعقب الطبيب المزيّف المتبقي ديمتري بمساعدة تاركوني. يتظاهر فرانك بإصابة ديمتري بنفس الفيروس ثم يسمح له بالهروب. ديميتري ينتقم من الذعر ويسارع إلى المختبر للحصول على العلاج. في ذعره يقتل ديمتري تيبوف آخر من رجال جياني، في محاولته لإجبار العالم المسؤول عن المختبر لإعطائه العلاج. يصل فرانك ويقتل أول شخص آخر، ثم ديمتري (بعد أن يكتشف أن ديمتري لم يكن مصابا بعد). ولكن عندما رفض فرانك المساومة معه يهاجم العالم القنينتين الوحيدتين اللتين تحتويان على الترياق من النافذة إلى الشارع. يتمكن فرانك بالنهاية من استرداد قنينة واحدة سليمة.
فرانك يتسلل عائداً إلى منزل بيلنغز ويخبر آيدري المريضة بالفعل بما يحدث. ويستخدم الترياق على جاك. في هذه الأثناء يتناول جيفرسون مدير السياسة القومية لمكافحة المخدرات، رؤساء العديد من منظمات مكافحة المخدرات من جميع أنحاء العالم في المؤتمر. تصيب كل منهم في هذه العملية.
يقود فرانك إلى منزل جياني، الذي قرر حقن نفسه بالباقي من الترياق كإجراء احترازي. يشرح جياني أن المخدرات الكولومبية دفعته للتخلص من أعدائه. وأن فرانك لا يستطيع المجازفة بقتله لأن موته سيجعل الترياق غير صالح للاستعمال. تظهر لولا مسلحة مما يؤدي إلى القتال. جياني يترك لولا للتعامل مع فرانك. مما يؤدي في النهاية إلى قتلها عن طريق ركلها في رف النبيذ بنقاط معدنية حادة.
يتتبع فرانك جياني، الذي يهرب في طائرة نفاثة. باستخدام سيارة لمبرجيني من مرآب جياني، يسرع فرانك إلى المطار ويصعد على متن طائرة جياني من خلال القيادة على المدرج والتسلق على معدات الأنف، وبعد قتل مساعد الطيار. يدخل فرانك داخل الطائرة ويواجه جياني الذي يسحب سلاحه عليه. عندما يتصارعون من أجلها، تقتل جولة الطيار وتحطم الطائرة في المحيط. عجز فرانك جياني عن طريق شلّه (جعله غير متحرك مع الحفاظ على الترياق في نظامه)، ثم يدفع أسيره بنفسه وخرج من الطائرة الغارقة. وتتلاقى القوارب لالتقاطهم.
يتم إعطاء بيلنغز ترياق عندما يزورها فرانك في المستشفى قبل دخول غرفته.وفي نهاية الفيلم يتلقى فرانك مكالمة من رجل يحتاج إلى نقل، ويجيبه: «أنا أستمع».

### الناقل 3 (2008)

ملصق الجزء الثالث

يتم الضغط على فرانك مارتن ليقوم بعملية توصيل بالأشتراك مع فالنتينا المخطوفة وهي أبنة ليونيد فاسيليف والذي كان يعمل كرئيس لوكالة حماية البيئة بأوكرانيا، والهدف الأساسي من هذه العملية هو إيصال الفتاة. يحمل كل من مارتن وفالنتيا جهاز على معصمه ينفجر بمجرد ان يبعد حامله عن السيارة لمسافة أكثر من 75 قدما (22.86 متر). وقد كان على فرانك مارتن أن يسافر من مرسيليا عبر ميونخ وبودابست حتى يصل في النهاية إلى اوديسا على البحر الأسود. وبمساعدة من المفتش تاركوني، كان على فرانك أن يؤكد قدرته على إتمام المهمة والتعامل مع الوكلاء التي بعثت بهم الحكومة الأوكرانية لاعتراض طريقه.
تعتقد فالنتينا أنها في طريقها للموت فتبدأ في أخذ المخدرات والكحول حتى تشعر بتحسن واستمتاع للمرة الأخيرة، وبرغم أن فرانك لم يكن راضياً عن هذا، لأن كليهما يجب أن يظل مستيقظا. فقد بدأ فرانك وفالنتينا يحبان بعضهما أثناء هروبهم من المواقف المختلفة التي كانت تهدد حياتهما. ويستمر فرانك في قيادته للسيارة الساحرة أودي.

### الناقل بالوقود (2015)

ملصق جزء الناقل بالوقود

فرانك مارتن يعيش حياة محفوفة بالمخاطر أقل مما كان سابقاً، يقوم بنقل حزم سرية لأشخاص مشكوك فيهم. ومع ذلك يجد نفسه يقتحم خطر مرة أخرى عندما تقوم عاهرة اسمها آنا مع شريكاتها جينا ماريا، وتشيا بالتنسيق للسطو على بنك وتختطف والد مارتن لحث فرانك مارتن على قتل أركادي كاراسوف، مهرب البشر والتي كانت أنا إحدى ضحاياه.

## المسلسل
مسلسل الناقل وهو مسلسل يستند إلى سلسلة أفلام الناقل، عرض لأول مرة في عام 2012 في 11 أكتوبر في ألمانيا على RTL، وفي 6 ديسمبر في فرنسا على M6. تولى كريس فانس دور فرانك من جيسون ستاثام وانضمت إليه الممثلة أندريا أوسفارت والتي لعبت دور كارلا دور المرأة الرئيسي في هذه السلسلة، والممثل الفرنسي فرانسو بيرليند، وهو الممثل الوحيد العائد من سلسلة الأفلام، الذي استعاد دوره كمفتش تاركوني. كان من المفترض في البداية العرض لأول مرة على شبكة الكابل سينيماكس ولكن سينماكس انسحب بسبب مشاكل في الإنتاج. التقطت تي ان تي حقوق العرض وبثّت 12 حلقة في الجزء الأول على ال شبكة تي إن تي. وقامت تي إن تي أيضاً ببث الموسم الثاني والمكون من 12 حلقة في خريف عام 2014.

## طاقم العمل
| طاقم العمل       | الناقل (2002)                             | الناقل 2 (2005)                                         | الناقل 3 (2008)                                                         | الناقل بالوقود (2015)                                 |
| ---------------- | ----------------------------------------- | ------------------------------------------------------- | ----------------------------------------------------------------------- | ----------------------------------------------------- |
| المخرج           | كوري يون                                  | لويس ليترير                                             | أوليفير ميغاتون                                                         | كاميلي ديلامير                                        |
| الإنتاج          | لوك بيسون ستيفن تشاسمان                   | لوك بيسون ستيفن تشاسمان                                 | لوك بيسون ستيفن تشاسمان                                                 | مارك جاو لوك بيسون                                    |
| الكاتب           | لوك بيسون روبرت مارك كامن                 | لوك بيسون روبرت مارك كامن                               | لوك بيسون روبرت مارك كامن                                               | آدم كوبر بيل كولاج لوك بيسون                          |
| الملحن           | ستانلي كلارك                              | الكساندر أزاريا                                         | الكساندر أزاريا                                                         | الكساندر أزاريا                                       |
| المعدلين         | بيريه موريل                               | كريستين لوكاس نافارو فنسنت تابايلون                     | كاميل ديل ماري كارلو ريزو                                               | جوليان راي                                            |
| المصور السينمائي | نيكولاس تريمباسيويكز                      | ميتشيل أمندسن                                           | جيوفاني فيور كولتيلاسي                                                  | كريستيفور كوليت                                       |
| شركات الإنتاج    | يوروباكورب تي أف 1 كارينت إنترتيمنت كنال+ | يوروباكورب تي أف 1 كارينت إنترتيمنت كنال+ تي بي إس ستار | يوروباكورب تي أف 1 كارينت إنترتيمنت جرايف بروداكشن أبيبولاي برود. كنال+ | يوروباكورب تي أف 1 بيلجا فيلمز ريلاتيفيتي ميديا كنال+ |
| الموزع           | تونتيث سينتشوري فوكس                      | تونتيث سينتشوري فوكس                                    | ليونسغات فيلمز                                                          | يوروباكورب                                            |
| مدة الفيلم       | 92 دقيقة                                  | 87 دقيقة                                                | 104 دقيقة                                                               | 96 دقيقة                                              |
| تاريخ الإصدار    | 11 أكتوبر 2002                            | 2 سبتمبر 2005                                           | 26 نوفمبر 2008                                                          | 4 سبتمبر 2015                                         |

## طاقم التمثيل
| الشخصيات              | الأفلام        | الأفلام          | الأفلام          | الأفلام          |
| الشخصيات              | الناقل         | الناقل 2         | الناقل 3         | الناقل بالوقود   |
| --------------------- | -------------- | ---------------- | ---------------- | ---------------- |
| الشخصيات              | 2002           | 2005             | 2008             | 2015             |
| فرانك مارتن           | جيسون ستاثام   | جيسون ستاثام     | جيسون ستاثام     | إد سكراين        |
| المحقق مارسيل تاركوني | فرانسو بيرليند | فرانسو بيرليند   |                  | فرانسو بيرليند   |
| لاي كواي              | شو كاي         |                  |                  |                  |
| دارين "وول ستريت"     | مات شولز       |                  |                  |                  |
| مستر كواي             | ريك يونغ       |                  |                  |                  |
| جياني تشليني          |                | أليساندرو غاسمان |                  |                  |
| أودري بيلينغز         |                | أمبير فاليتا     |                  |                  |
| لولا                  |                | كايت نوتا        |                  |                  |
| ستابيلتون             |                | كيث ديفيد        |                  |                  |
| جاك بيلينغز           |                | هانتر كلاري      |                  |                  |
| ماكس                  |                | شانون بريغز      |                  |                  |
| فالنتينا فاسليفا      |                |                  | ناتاليا روداكوفا |                  |
| جونسون                |                |                  | روبرت نبر        |                  |
| ليونيد تومي لينكو     |                |                  | جيروين كاربي     |                  |
| مساعد ليونيد          |                |                  | أليكس كوبولد     |                  |
| مالكوم مانفيل         |                |                  | ديفيد أتراشكي    |                  |
| فلاغ                  |                |                  | يان ساندبيرغ     |                  |
| أيس                   |                |                  | إريك إيبواني     |                  |
| فرانك مارتن           |                |                  |                  | راي ستيفنسون     |
| آنا                   |                |                  |                  | لون تشابانول     |
| ماريا                 |                |                  |                  | تاتجانا بوكوفيتش |
| جينا                  |                |                  |                  | غابرييلا رايت    |
| كياو                  |                |                  |                  | يو وينكسيا       |
| أركادي كاراسوف        |                |                  |                  | راديفوج بوكفيك   |
| ميسا                  |                |                  |                  | نويمي لينوار     |

## الاستقبال

### شباك التذاكر
| الفيلم         | تاريخ الإصدار  | شباك التذاكر الإجمالي | شباك التذاكر الإجمالي | شباك التذاكر الإجمالي | تصنيف شباك التذاكر       | تصنيف شباك التذاكر         | الميزانية    | المرجع |
| الفيلم         | تاريخ الإصدار  | أمريكا الشمالية       | أقاليم أخرى           | جميع أنحاء العالم     | كل الوقت أمريكا الشمالية | كل الوقت جميع أنحاء العالم | الميزانية    | المرجع |
| -------------- | -------------- | --------------------- | --------------------- | --------------------- | ------------------------ | -------------------------- | ------------ | ------ |
| الناقل         | 11 أكتوير 2002 | $25.296.447           | $18.632.485           | $43.928.932           | #2,660                   |                            | $21.000.000  | [ 7 ]  |
| الناقل 2       | 2 سبتمبر 2005  | $43.095.856           | $42.071.783           | $85.167.639           | #1,701                   |                            | $32.000.000  | [ 8 ]  |
| الناقل 3       | 26 نوفمبر 2008 | $31.715.062           | $77.264.487           | $108.979.549          | #2,284                   |                            | $30.000.000  | [ 9 ]  |
| الناقل بالوقود | 4 سبتمبر 2015  | $16.029.670           | $56,600,000           | $72,629,670           | #3,669                   |                            | $22.000.000  | [ 10 ] |
| المجموع        | المجموع        | $116.137.035          | $194.568.755          | $310.705.790          |                          |                            | $105.000.000 | [ 11 ] |

### استجابة الجمهور
| الفيلم         | روتن توميتوز      | ميتاكريتيك      | سينماسكور |
| -------------- | ----------------- | --------------- | --------- |
| الناقل         | 53% (125 reviews) | 51 (27 reviews) | B+        |
| الناقل 2       | 52% (120 reviews) | 56 (29 reviews) | B+        |
| الناقل 3       | 37% (110 reviews) | 51 (26 reviews) | B-        |
| الناقل بالوقود | 17% (90 reviews)  | 31 (19 reviews) | B-        |

## وصلات خارجية
- الناقل على موقع قاعدة بيانات الأفلام على الإنترنت
- الناقل 2 على موقع قاعدة بيانات الأفلام على الإنترنت
- الناقل 3 على موقع قاعدة بيانات الأفلام على الإنترنت
- مسلسل الناقل على موقع قاعدة بيانات الأفلام على الإنترنت